# Izernore
Izernore – miejscowość i gmina we Francji, w regionie Owernia-Rodan-Alpy, w departamencie Ain.

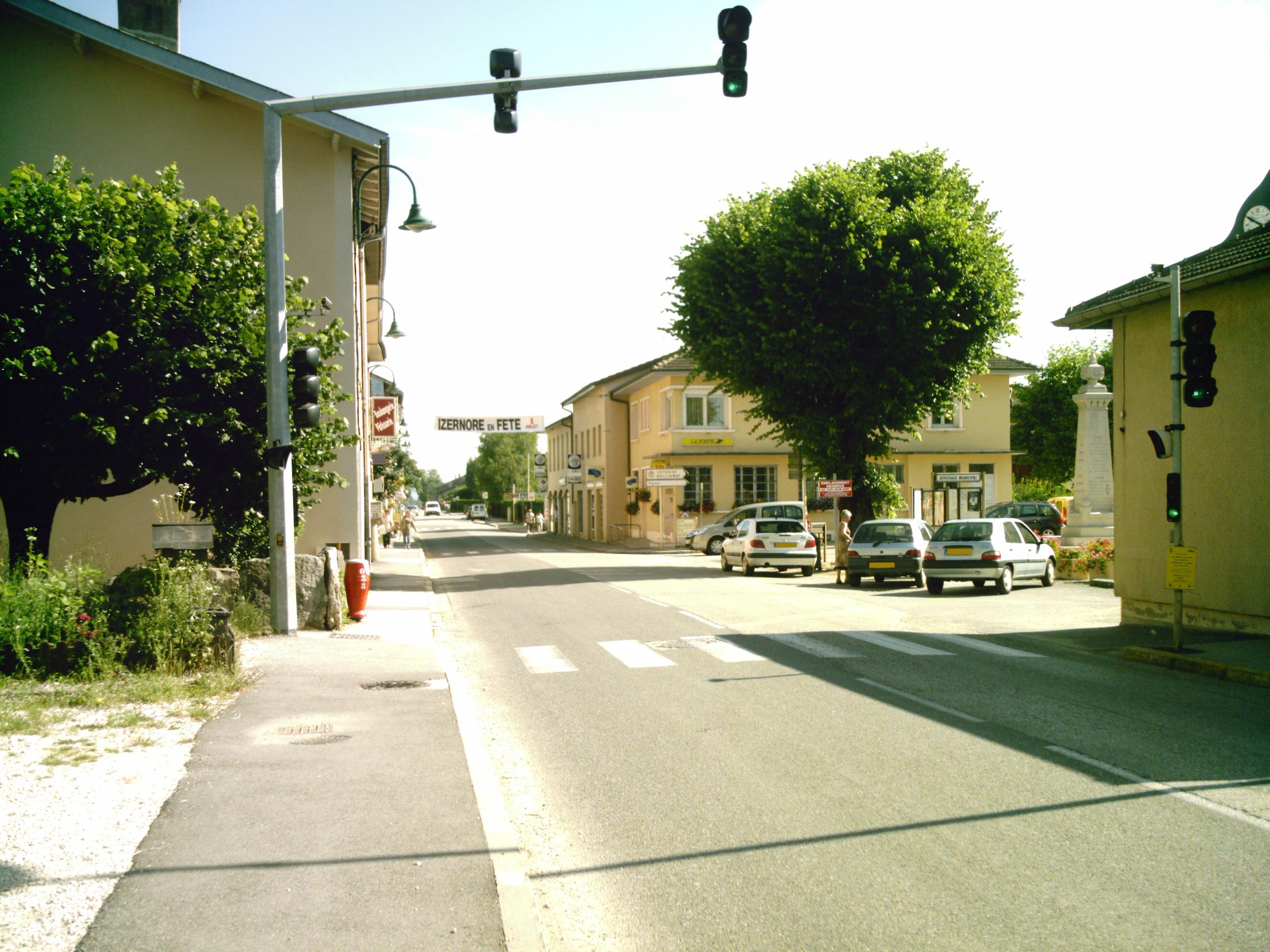
Izernore

## Demografia
Według danych na rok 1990 gminę zamieszkiwało 1170 osób, a gęstość zaludnienia wynosiła 56,1 osób/km². W styczniu 2012 r. Izernore zamieszkiwały 2383 osoby, przy gęstości zaludnienia 114,2 osób/km².